# Frontière sauvage
Pour plus de détails, voir Fiche technique et Distribution.
Frontière sauvage (Frontier Rangers) est un film américain de Jacques Tourneur, sorti en 1960.

## Synopsis
Les aventures du Major Rogers et de ses hommes pendant la Guerre de la Conquête.

## Fiche technique
- Titre original : Frontier Rangers
- Titre français : Frontière sauvage
- Réalisation : Jacques Tourneur
- Scénario : Gerald Drayson Adams, d'après le roman Northwest Passage de Kenneth Roberts
- Photographie : William W. Spencer, Harold E. Wellman
- Montage : Ira Heymann, Frank Santillo (en)
- Musique : Raoul Kraushaar
- Production : Adrian Samish
- Société de production : Metro-Goldwyn-Mayer
- Société de distribution : Metro-Goldwyn-Mayer
- Pays de production :  États-Unis
- Langue originale : anglais
- Format : Noir et blanc — 35 mm — Son mono
- Genre : Film d'aventures historiques
- Durée : 83 minutes
- Date de sortie : 
  - France : 18 mai 1960

## Distribution
- Keith Larsen : Major Robert Rogers
- Buddy Ebsen : Sergent Hunk Marriner
- Don Burnett : Enseigne Langdon Towne
- Lisa Gaye : Natula
- Philip Tonge : Général Amherst
- Larry Chance : Black Wolf
- Angie Dickinson : Rose Carver
- Pat Hogan : Rivas
- Lisa Davis : Elizabeth Brannen

## À noter
- Le même roman avait inspiré le film Le Grand Passage (Northwest Passage) de King Vidor, avec Spencer Tracy.
- Il s'agit du regroupement pour le cinéma de trois épisodes de la série "Northwest Passage", "The Gunsmith", "The Bond Women" et "The Burning Village", tournés pour la télévision américaine, cette version cinéma étant destinée au marché européen.
- Un regroupement similaire a été fait pour Passage secret et Fury River.